# Mariano Trípodi
Mariano Sebastián Trípodi, mais conhecido como Mariano Trípodi, ou simplesmente Trípodi (Buenos Aires, 3 de julho de 1987), é um ex-futebolista argentino com nacionalidade italiana que atuava como atacante.

## Carreira
Revelado pelo Boca Juniors, Trípodi é um dos maiores artilheiros da história das categorias de base do clube.
Em 3 de julho de 2005, fez sua única partida profissional pelo Boca contra o Almagro, na última rodada do Clausura. Porém, não teve mais chances devido à concorrência no ataque xeneize, como Palermo e Palacio, além de Schelotto. No ano seguinte, pelo time sub-19, foi campeão do Torneio Internacional de Ennepetal, sendo o goleador da competição com 50 gols — Três deles na final.
Em julho de 2006, Trípodi acertou sua ida ao Colônia. O clube alemão pagou US$ 170 mil pelo empréstimo. Ele participou de apenas uma partida com o time principal, em 4 de dezembro, entrando no segundo tempo da derrota por 3 a 1 (gol dele) para o Duisburg, pela 2. Bundesliga. Já no time II, pela Oberliga Nordrhein, fez 18 partidas, marcando 6 gols.
Em julho de 2007, Trípodi foi emprestado ao San Martín. Contudo, pouco aproveitado, jogou apenas 4 partidas, saindo em dezembro.
Em 7 de fevereiro de 2008, Trípodi acertou por dois anos com o Santos e foi apresentado no clube uma semana depois. Estreou em 21 do mesmo mês, na vitória (3 a 1) sobre o Guarani pelo Campeonato Paulista, na Vila Belmiro. Seu primeiro e único gol com a camisa alvinegra foi o da vitória por 2 a 1 contra o Cúcuta, pela Copa Libertadores, em 16 de abril, que garantiu a equipe nas oitavas-de-final da competição. Disputou 15 partidas pelo clube.
Em 22 de agosto de 2008, foi emprestado ao Vitória até o fim da temporada. No rubro-negro baiano, foi pouco aproveitado, atuando apenas quatro vezes e sendo muito criticado.
Em 2009, foi novamente emprestado, dessa vez ao Atlético-MG. Com a chegada do novo treinador no Atlético, Celso Roth, Trípodi teve seu contrato por empréstimo rescindido, voltando ao Santos. Outra vez teve seu contrato rescindido.
Em 2010, Mariano assinou contrato com o Clube Atlético Metropolitano, pelo qual foi destaque no Campeonato Catarinense de 2010, virando ídolo da torcida blumenauense, mas precisou voltar à Argentina por causa de problemas pessoais. Assim, assinou com o Arsenal de Sarandí.
Pelo Vaduz de Liechtenstein, marcou 11 gols em 38 jogos.
Em junho de 2013, Mariano foi anunciado pelo Caxias-RS para disputa da Série C 2013 já em andamento.
Em 2014, Trípodi foi anunciado pelo Rio Branco-PR para o complemento do Campeonato Paranaense.
Em 2015, retornou ao Metropolitano visando a disputa da Primeira Divisão do Campeonato Catarinense.
Após um bom campeonato pelo Metropolitano, em abril, Trípodi acertou até o final do ano, com o Joinville. Marcou gol em sua estreia pelo time.
Em 23 de fevereiro de 2016, Mariano Trípodi acertou com o Santo André, junto com o atacante Diego Viana.
Em janeiro de 2019, voltou mais uma vez ao Metropolitano.

## Títulos
Vaduz
- Copa de Liechtenstein: 2012-13

 Santo André
- Campeonato Paulista Série A2: 2016